# 火龍 (1986年電影)
《火龍》，是1986年上映的香港電影，由李翰祥執導，梁家輝、潘虹、李殿朗、李殿馨主演。片中稱「火龍」的意思是溥儀是「中國歷史上唯一一個火葬的皇帝」（然實际上順治帝也是火葬）。電影講述清朝最後一個皇帝溥儀的下半生，在撫順戰犯管理所，1957年由福貴人李玉琴提出離婚事件開始，到特赦出監，投入新中國，與李淑賢結婚，1967年最後在文革期間因病逝世。

## 背景
李翰祥的新崑崙影業有限公司与文化部电影局下属的中国电影合作制片公司合作拍摄的《火烧圆明园》与《垂帘听政》大获成功后，李翰祥原计划的慈禧正传五部曲的后三部：《同治中兴》、《变法维新》、《八国联军》却无疾而终。李翰祥暂时转而与具有电视剧对外合拍资格的中国电视剧制作中心合作，以电视电影名义拍摄了《火龙》，实现其“末代皇帝”题材的电影创作。
后李翰祥还是拍摄完成了电影《一代妖后》，于1989年上映；与《火烧圆明园》、《垂帘听政》一起，称为“清宫三部曲”或“西太后三部曲”。

## 角色
| 演员   | 角色             | 备注 |
| 梁家輝 | 溥儀             |      |
| 潘虹   | 李淑賢           |      |
| 李殿朗 | 婉容             |      |
| 李殿馨 | 李玉琴（福貴人） |      |
| 王鐵成 | 周恩來           |      |
| 王憧   | 丁義夫           |      |
| 王培   | 陳醉             |      |
| 王運庭 | 李所長           |      |
| 俞立文 | 金所長           |      |

## 獎項
| 年份 | 頒獎典禮            | 獎項       | 獲提名 | 結果 |
| ---- | ------------------- | ---------- | ------ | ---- |
| 1987 | 第6屆香港電影金像獎 | 十大華語片 |        | 獲獎 |

## 外部連結
- 香港影庫上《火龍》的資料（繁體中文）
- 開眼電影網上《火龍》的資料（繁體中文）
- 时光网上《火龍》的資料（简体中文）
- 豆瓣电影上《火龍》的資料 （简体中文）
- AllMovie上《火龍》的资料（英文）
- 互联网电影数据库（IMDb）上《火龍》的资料（英文）